# Sergio Vega (Sänger)
José Sergio Vega Cuamea (* 12. September 1969 in Ejido Hornos, Sonora; † 26. Juni 2010 in der Nähe von Angostura, Sinaloa) war ein mexikanischer Narcocorrido-Sänger. Seit Mitte der 1990er Jahre war er unter dem Künstlernamen El Shaka bekannt.
Im Juni 2010 kursierte das Gerücht, dass Vega ermordet worden sei. Er dementierte dieses Gerücht in einer Radiosendung. Nach der Sendung wurde er auf dem Weg vom Sender zu einem Auftritt bei einem Drive-by-Shooting erschossen.

## Leben

### Kindheit und Karriere
Vega war das achte von insgesamt dreizehn Kindern. Er wuchs in einer Musikerfamilie auf, die ihn früh der mexikanischen Volksmusik näher brachte. Schon im frühesten Kindesalter lernte er Gitarre und sang mit seiner Familie.
1988 emigrierte er nach Phoenix, Arizona in die USA. Dort gründete er mit seinen Brüdern Ramon und Jesus die Band Los Hermanos Vega. Die Gruppe erhielt einen Plattenvertrag bei Joey Records und konnte mit Stücken wie „Corazón de Oropel“ und „El Rayo de Sinaloa“ erste Erfolge feiern. Beliebter als bei den Spanisch sprechenden Einwanderern in den USA war die Band in ihrer mexikanischen Heimat. 1994 beschlossen die Brüder, nach Mexiko zurückzukehren und sich in die Los Reyos del Norte umzubenennen. Mit dem Bandnamen wechselten sie auch das Label und unterzeichneten bei Digital Universal. Zu dieser Zeit begann Vega, exzentrische Verhaltensweisen an den Tag zu legen. So war er privat auch außerhalb seines Hauses fast nur im Schlafanzug anzutreffen und erledigte so auch Einkäufe und Autofahrten. Vega begann seinen Stil zu ändern und statt Liebesliedern vermehrt Narcocorridos zu schreiben. Der Name des Genres ist zusammengesetzt aus „Corrido“, den volkstümlichen Heldenliedern über die mexikanische Revolution und „Narco“, dem spanischen Wort für Drogen. Die Interpreten dieser Loblieder auf die Drogenkartelle stehen meist im Dienste der Clanchefs und werden direkt von ihnen finanziert. Auch Vega stand im Verdacht, gute Kontakte zum Boss eines Drogenkartells in Sonora unterhalten zu haben.
1997 benannte er seine Gruppe in Sergio Vega y Sus Shakas Del Norte um. Er selbst nannte sich nur noch El Shaka, eine Anspielung auf den Mut und die Heldenhaftigkeit des Zulu-Königs Shaka, die Vega ebenso vertreten würde. Sergio Vegas Drogen- und Alkoholprobleme nahmen überhand, bis er sich im Jahr 2001 ganz von der Musik zurückzog.
2004 folgte sein Comeback mit der Single Me Gusta Estar Contigo. Bis zu seinem Tod sollte sie seine erfolgreichste bleiben.

### Musikstil
Sergio Vega änderte seinen Stil von sentimentalen Liebesliedern zu den eher volkstümlichen Melodien der Narcocorridas, ohne einen der beiden Stile völlig aufzugeben. Häufig verband er musikalisch wie textlich die Werte der Drogenkartelle mit der Beschreibung der Liebe zu einer Angebeteten:

„Niemals aber werden Zweifel an seiner Liebe entstehen
Denn ihre Treue ist unvorstellbar
Niemals würde es ihm in den Sinn kommen, sie zu verraten
Denn das, mein Freund, tötet.“

Während seiner Auftritte war Vega meist im typischen Stil der Narcorridas gekleidet, ähnlich der texanischen Cowboybekleidung.

### Bedrohung für die Narcocorridas
2007 trat der Grammy-nominierte Sänger Sergio Gómez auf einem Konzert auf, auf dem auch Vega spielte. Als Gómez sich in sein Auto setzte, um das Konzert zu verlassen, traf ein Konvoi von zehn Chevrolets ein und entführte Gómez. Er wurde einige Tage später gefoltert und erdrosselt aufgefunden. Nach dem Mord erklärte Vega auf seiner Webseite, die Sicherheitsmaßnahmen verstärken zu wollen. Obwohl auch andere Interpreten des Genres ähnliche Vorkehrungen trafen, wurden bis zum Todestag Vegas noch weitere vierzehn Narcocorrida-Sänger ermordet. 2010 begann eine große Kampagne der Regierung gegen die Narcocorridas. Sie sollten geächtet, aus den Radios verbannt und schließlich verboten werden. Die Kampagne hatte nur mäßigen Erfolg. Zwar verschwanden auf Druck der Regierung die meisten Titel aus den Radios, ihre Beliebtheit aber war ungebrochen. Trotzdem verkündete Sergio Vega Anfang 2010, dass er sich nun mehr wieder auf Liebeslieder konzentrieren möchte, und produzierte das Album Millionario de Amor. Das habe nicht mit der Regierungskampagne zu tun, sondern sei Folge der ausufernden Gewalt, der auch Narcocorridasänger zum Opfer fallen würden.

Im August 2009 wurde der Sänger Carlos Ocaranza in Guadalajara erschossen. Auf die Frage, ob Vega sich selbst auch als Zielscheibe betrachte, antwortete dieser: 

„Ich behandle gefährliche Themen, und es kann angsteinflößend sein, aber man muss seine Hoffnung auf Gott stützen.“

Sein eigenes Ende hatte Vega bereits in einem seiner Lieder vorausgeahnt:

„Ich werde Euch um einen Gefallen bitten
 Sagte Shaka zu seinen Leuten
 Ich möchte mehr Kokapaste herstellen
 Denn das ist es, was die Kunden wollen
Und am Ende, wenn es regnet, werde ich nass.“

Im Jargon der mexikanischen Mafia bedeutet „es regnen lassen“ das Opfer mit Kugeln zu durchsieben.

### Ermordung
Im Juni 2010 tauchte in diversen Foren im Internet das Gerücht auf, dass Vega ermordet worden sei. Es hielt sich so hartnäckig, dass Vega sich entschloss, vor einem Auftritt in Angostura einem Radiosender ein Interview zu geben, um das Gerücht zu widerlegen. Sein spontanes Erscheinen begründete er mit der Sorge um seine herzkranke Mutter und seine Fans. 

„Das passiert mir nun seit Jahren. Irgendjemand ruft bei einem Radiosender oder einer Zeitung an und behauptet, dass ich getötet worden oder einem Unfall zum Opfer gefallen sei. Dann muss ich immer meine liebe Mutter anrufen, die sehr herzkrank ist, um sie zu beruhigen und ihr zu sagen, dass ich noch lebe.“

 Nach dem Interview fuhr er in seinem roten Cadillac, wieder nur mit einem Schlafanzug bekleidet, mit einem Begleiter, Sergio Montiel Avila, zum Konzert in Angostura. Auf der Fahrt tauchte neben ihnen gegen 21:30 Uhr ein weißer Kleinlaster auf, aus dem das Feuer auf Vega eröffnet wurde. Über 30 Kugeln des Kalibers 45 trafen das Auto und seine Insassen. Als Vega verletzt die Kontrolle über den Wagen verlor und 50 Meter neben der Straße auf einem Hügel zum Stehen kam, stiegen die Männer aus und töteten Vega mit fünf Schüssen in die Brust und einem finalen Kopfschuss in das linke Auge. Sein Beifahrer wurde verletzt zurückgelassen. Die Polizei war Minuten später am Tatort, konnte den Mord jedoch nicht aufklären.
Ein Anwalt der Familie Vega gab in deren Auftrag an, dass sie normale Autodiebe für den Anschlag verantwortlich mache. Die Polizei betonte dagegen, dass dieser in typischer Manier der mexikanischen Drogenmafia ausgeführt worden sei. Sie vermutete, dass Vega von einem rivalisierenden Drogenclan ermordet worden sei. Die lokale Presse berichtete hingegen, dass der Sänger ein Verhältnis mit der Frau seines Kartellchefs gehabt habe und ihm dieses zum Verhängnis geworden sei. Die genauen Hintergründe konnten bis heute nicht aufgeklärt werden.
Die Beerdigung fand am folgenden Sonntag unter Anteilnahme hunderter Fans statt. Wer noch Stunden vor seinem Tod das Gerücht um seine Ermordung verbreitet hatte, konnte nie festgestellt werden.

## Diskografie

### Alben
- 2000: Te quiero
- 2004: Me gusta estar contigo (MX: Platin; US: Platin (Latin))[14]
- 2004: Serie Top 10
- 2005: Exitos eternos
- 2005: Corazón de oropel
- 2006: Grandes canciones románticas
- 2006: Necesito dueña
- 2006: Puros madrazos: Rancheras y corridos
- 2007: Muchachita de ojos tristes
- 2007: Dueño de ti
- 2007: Cuando el sol salga al revés
- 2009: Quién es usted
- 2009: Puras Cumbias
- 2010: Rey de la Banda y Norteño
- 2010: Millonario de Amor